# Josef Šíma (ekonom)
Josef Šíma (* 6. ledna 1972 Podbořany) je český ekonom a vysokoškolský pedagog. Ve své výzkumné činnosti se soustřeďuje zejména na ekonomii a právo, ekonomii regulací a Rakouskou ekonomickou školu. Mezi roky 2009 a 2021 vykonával funkci rektora vysoké školy CEVRO Institut, od roku 2022 působí na Metropolitní univerzitě Praha.

## Život
Vystudoval Vysokou školu ekonomickou v Praze, kde získal v roce 2001 titul Ph.D. V roce 2005 byl jmenován docentem a v roce 2008 profesorem ekonomie. Do září 2009 působil ve funkci vedoucího Katedry institucionální ekonomie Národohospodářské fakulty Vysoké školy ekonomické v Praze.
Je šéfredaktorem odborného časopisu New Perspectives on Political Economy a členem redakčních rad Journal of Libertarian Studies, Libertarian Papers a Procesos de Mercado, prezidentem Prague Conference on Political Economy a výzkumným spolupracovníkem Ludwig von Mises Institute, Auburn, USA.
Byl vedoucím kolektivu překladatelů dvou monumentálních děl politické ekonomie 20. století, Lidského jednání Ludwiga von Misese a Zásad ekonomie Murrayho Rothbarda. Celkově přeložil více než desítku knih. Je autorem řady článků v domácím a zahraničním odborném i populárním tisku, spoluautorem učebnic a autorem knih Trh v čase a prostoru (2000) a Ekonomie a právo: úvod do logiky společenského jednání (2004).
Přednášel na amerických i evropských vysokých školách, v České republice po dobu deseti let vyučoval ekonomické předměty na University of New York, Prague, kde v roce 2003 získal ocenění "Outstanding Faculty Award for Teaching Excellence".
Působil též jako ředitel Liberálního institutu pro publikační činnost. Při vzniku vysoké školy CEVRO Institut se podílel na utváření profilu ekonomických předmětů a od roku 2006 do února 2022 byl členem její Katedry ekonomie. Během svého působení na této katedře byl garantem bakalářského studijního oboru Hospodářská politika a následně dvou anglickojazyčných studijních programů. Bakalářského programu Economics, Business, Politics a navazujícího magisterského programu PPE (Philosophy,Politics and Economics), který byl prvním programem tohoto typu v České republice. Prof. Ing. Josef Šíma, Ph.D. byl v roce 2009 jmenován rektorem této vysoké školy a tuto funkci vykonával do roku 2021.
Od března 2022 Josef Šíma působí na Katedře mezinárodního obchodu Metropolitní univerzity Praha jako vedoucí Katedry mezinárodního obchodu.